# まんがタイムきららミラク
『まんがタイムきららミラク』（まんがタイムきららMiracle!）は、2011年3月から2017年10月まで発刊されていた芳文社発行の4コマ漫画専門雑誌である。vol.5まで『まんがタイムきらら』増刊扱いとして原則として奇数月16日に発売され、2012年3月号（同年1月16日発売）より独立創刊して毎月16日に発売されていた。装丁はB5判の平綴じである。

## 概要
『まんがタイムきらら』、『まんがタイムきららキャラット』、『まんがタイムきららMAX』、『まんがタイムきららフォワード』に続く5番目、4コマ漫画誌としては4番目の『きらら』系雑誌として2011年3月に創刊された。創刊時のキャッチフレーズは「もっと自由に4コマを」など。また、vol.1からvol.3までは表紙に「ドキドキ☆ビジュアル進化型」との表記もあった。
他のきらら系雑誌では女子学生の日常を描いた作品が主流だが、本誌ではそれに限らず、多様な世界観に基づいた作品を集めている。また、「女の子の可愛さ」にこだわり、ビジュアル性の高い誌面を目指していくという。
創刊に当たって、他のきらら系雑誌の時と違い、起用された作家のほぼ全員が漫画初挑戦の新人で占められており、作品も1話あたり10ページから12ページが中心と、ストーリー漫画を主体とした『フォワード』を除く他の姉妹誌（6ページから8ページが中心）よりもボリュームを持たせている。なお、漫画に使用されている活字は『まんがタイム』系列の他誌に先駆けすべてDTP化されており、使用されるフォントは異なっている。
他の姉妹誌と異なり専門のWebサイトを持っており、そこでは連載作品の第1話が試し読みができたりアンケートページがあるなど、オリジナリティを持たせている。
2017年10月16日に同日発売の12月号をもって休刊することが発表された。一部の作品は姉妹誌やWeb媒体に移籍し連載が継続される。

## 歴史

### 他誌増刊時代
通巻号数はvol.1 - 5まで刊行。
- 2011年
  - 3月16日 - 『まんがタイムきらら』2011年5月号増刊として創刊（vol.1）[3]。
  - 11月16日 - 『まんがタイムきらら』2012年1月号増刊としてvol.5発売。この号が増刊誌最後の刊行となる。

### 独立創刊以降
- 2012年1月16日 - 『まんがタイムきららミラク』2012年3月号で独立創刊。通巻号数もNo,001となる。
- 2017年10月16日 - 2017年12月号をもって休刊。通巻70号[5]。

## メディアミックス

### アニメ化作品
| 作品                   | 放送年月        | アニメーション制作     | 備考     |
| ---------------------- | --------------- | ---------------------- | -------- |
| 桜Trick                | 2014年1月 - 3月 | スタジオディーン       |          |
| 幸腹グラフィティ       | 2015年1月 - 3月 | シャフト               |          |
| 城下町のダンデライオン | 2015年7月 - 9月 | プロダクションアイムズ |          |
| うらら迷路帖           | 2017年1月 - 3月 | J.C.STAFF              |          |
| mono                   | 2025年4月 - 6月 | ソワネ                 | [ 注 2 ] |

### ゲーム化作品
休刊まで、本誌掲載作品の単独でのゲーム化はなかった。
きらら系作品のスマートフォン向けクロスオーバーゲーム作品として、『きららファンタジア』が2017年12月11日に配信開始され、本誌に連載された作品からは『うらら迷路帖』『桜Trick』『幸腹グラフィティ』が参加している。

### 舞台化作品
- 城下町のダンデライオン（上演年：2016年8月、制作：VACAR ENTERTAINMENT）

## 休刊時点の主な連載作品
（連載期間の長い順 / タイトル五十音順＜増刊誌時代含む＞）
- 城下町のダンデライオン（春日歩、2012年4月号・6月号ゲスト、8月号 - ）※『まんがタイムきらら』に移籍[5]
- うらら迷路帖（はりかも、2014年6月号 - ）※『まんがタイムきらら』に移籍[5]
- 魔王城のお姫様（上下、2016年4月号 - ）※『きららベース』・「まんがタイムきららミラクweb」に移籍[5]
- お願い!ロイヤルニート（ちろり、2016年9月号 - 2017年12月号）
- 広がる地図とホウキ星（描く調子、2016年9月号・10月号・12月号ゲスト、2017年1月号 - ）※『きららベース』・「まんがタイムきららミラクweb」に移籍[5]
- ななつ神オンリー!（うちのまいこ、2016年10月号 - 12月号ゲスト、2017年1月号 - 12月号）
- mono（あfろ、2017年5月号ゲスト、7月号 - ）※『まんがタイムきららキャラット』に移籍[5]
- がんくつ荘の不夜城さん（鴻巣覚、2017年6月号ゲスト、9月号 - ）※『まんがタイムきらら』に移籍[5]
- となり暮らしのねこめがね（まえじま、2017年6月号 - 8月号ゲスト、9月号 - 12月号）
- まちとびカルテット（市倉とかげ、2017年5月号 - 7月号ゲスト、9月号 - 12月号）
- また教室で（吉北ぽぷり、2017年6月号 - 8月号ゲスト、9月号 - ）※『きららベース』・「まんがタイムきららミラクweb」に移籍[5]

## 休刊時点で休載中の作品
（連載開始号の古い順 / タイトル五十音順）
- 純粋欲求系リビどる （眉毛、vol.1 - 2012年12月号掲載の後、休載中）
- メラン・コリー（西瓜割、vol.1 - 2012年10月号掲載の後、休載中）
- リリィ （小波ちま、vol.1 - 2014年1月号掲載の後、休載中）※奇数月号隔月掲載
- tune!（ろさ、vol.3 - vol.4 掲載の後、休載中）
- 寄り道ファミリ（タダタグ、2012年10月号 - 12月号ゲスト、2013年1月号 - 2014年5月号掲載の後、休載中）
- あすみが丘SPS!（奄美あまゆ、2013年10月号 - 2014年1月号掲載の後、休載中）
- プらモぶ☆（九韻寺51号、2013年12月号 - 2014年2月号掲載の後、休載中）※まんがタイムきららカリノより移籍

## 連載が終了した主な作品
（連載開始号の古い順）太字は『COMIC FUZ』にて配信している。
- おきまりラブ（teti、vol.1 - 2012年9月号）（奇数月号隔月掲載）
- 月曜日の空飛ぶオレンジ。（あfろ、vol.1 - 2013年7月号）
- 福33三色パンチ（にき、vol.1 - 2012年10月号）（奇数月号隔月掲載）
- Seed（双三ヒロ、vol.1 - 2013年2月号）（偶数月号隔月掲載）
- Lisa Step!（奄美あまゆ、vol.1 - 2013年8月号）
- 夜森の国のソラニ（はりかも、vol.1 - 2014年1月号）
- Good night! Angel（柊ゆたか、vol.1 - 2014年2月号）
- スイート マジック シンドローム（CUTEG、vol.1 - 2015年2月号）
- きしとおひめさま[注 3]（パイン、vol.1 - 2015年6月号）※2013年6月号以降偶数月号隔月掲載
- 桜Trick（タチ、vol.1 - 2017年10月号・COMIC FUZでは金曜枠）
- となりの魔法少女（七葉なば、vol.3 - 2014年11月号）※奇数月号隔月掲載
- くじらジュブナイル（群青ピズ、2012年3月号（独立創刊号） - 2013年11月号）
- 幸腹グラフィティ（川井マコト、2012年3月号 - 2016年11月号[9]・COMIC FUZでは水曜枠）
- TEI OH-!（庄司二号、2012年3月号 - 5月号ゲスト、6月号 - 2013年12月号）
- シロクマと不明局（あfろ、2013年8月号 - 2015年5月号）
- 青春過剰Sisters（ぼるぴっか、2013年10月号 - 2015年5月号）
- アンネッタの散歩道（清瀬赤目、2013年10月号 - 12月号ゲスト、2014年1月号 - 2016年2月号）
- ゆずりはコーポレーション（しんと、2013年10月号、2014年1月号 - 2月号ゲスト、3月号 - 2015年7月号）
- ハルソラ行進曲（そと、2014年2月号 - 4月号ゲスト、5月号 - 2015年9月号）
- 箱庭ひなたぼっこ（ちろり、2014年8月号 - 2016年1月号）
- リメインズ・JC（クマノイ、2014年6月号 - 8月号ゲスト、9月号 - 2016年2月号）
- ミソニノミコト（PAPA、2014年9月号 - 2016年6月号）
- 202号室の×××ちゃん（小守ゆきち、2014年11月号 - 2015年8月号）
- ビビッド・モンスターズ・クロニクル（キキ、2014年12月号 - 2015年2月号ゲスト、3月号 - 2017年10月号）
- やさしい新説死霊術（鴻巣覚、2015年6月号 - 8月号ゲスト、9月号 - 2016年11月号[9]）
- ハートオブtheガール（奥たまむし、2015年6月号 - 8月号ゲスト、9月号 - 2016年11月号[9]）
- 音無さんは破壊神!（ちゅー太、2015年7月号 - 9月号ゲスト、10月号 - 2017年2月号）
- 全裸.zip（みやこ、2016年2月号 - 8月号） ※『きららベース』に移籍
- カラフル・マキアート!-魔法少女は戦わない。-（飴色みそ、2015年11月号 - 2016年1月号ゲスト、2月号 - 2017年4月号）
- ラストピア（そと、2016年2月号 - 2017年10月号）
- あじさい*プラネット（知梨、2015年12月号 - 2016年2月号ゲスト、3月号 - 2017年8月号）
- しましまライオン（はなこ、2016年1月号 - 3月号ゲスト、4月号 - 2017年11月号）※『まんがタイムきららキャラット』2015年8月号にゲスト掲載。
- 小学生もゆるくない。（村上メイシ、2016年5月号 - 2017年9月号）

## 表紙の変遷
表紙イラストを担当していた作家・作品と、その担当していた期間を記す。
1. 小波ちま - 『リリィ』（vol.1 - vol.3、2012年3月号・7月号）
2. 柊ゆたか - 『Good night! Angel』（vol.4、2012年4月号・9月号、2013年4月号・6月号）
3. はりかも - 『夜森の国のソラニ』（vol.5、2012年6月号・10月号・2013年2月号・7月号）
4. 眉毛 - 『純粋欲求系リビどる』（2012年5月号・8月号）
5. CUTEG - 『スイート マジック シンドローム』（2012年11月号 - 12月号、2013年5月号）
6. 川井マコト - 『幸腹グラフィティ』（2013年1月号・3月号、2014年8月号 - 12月号、2015年2月号 - 5月号、2016年2月号、11月号）
7. タチ - 『桜Trick』（2013年8月号 - 2014年7月号、2015年12月号、2016年1月号、4月号、12月号、2017年10月号）
8. 春日歩 - 『城下町のダンデライオン』（2015年1月号、6月号 - 11月号、2016年3月号）
9. はりかも - 『うらら迷路帖』（2016年5月号 - 10月号、2017年1月号 - 9月号、11月号、12月号）